# Jakob Ludwig von Fürstenberg
Graf Jakob Ludwig von Fürstenberg (* 1592; † 15. November 1627) war kaiserlicher Feldzeugmeister und bayerischer General der Artillerie.

## Herkunft
Er entstammt der Linie Heiligenberg der Familie Fürstenberg.
Seine Eltern waren der Graf Friedrich von Fürstenberg-Heiligenberg (1563–1617) und dessen Ehefrau die Gräfin Elisabeth von Sulz (1563–1601), Tochter des Grafen Alwig von Sulz.

## Leben
Bei Beginn des Dreißigjährigen Krieges ging er zur katholischen Seite und 1620 war er bereits bayerischer General der Artillerie. Er kämpfte am 26. April 1622 in der Schlacht bei Wimpfen. Dort tötete er den Prinzen Magnus von Württemberg im Zweikampf. In der Schlacht bei Stadtlohn am 6. August 1623 eroberte er 16 Fahnen, 5 Standarten, 5 Kanonen und machte 75 feindliche Offiziere zu Gefangenen. Dafür erhielt er eine Wappenbesserung. Am 29. Juli 1626 konnte er Kallenberg entsetzen.
1626 kommandiert er die Belagerung von Münden. Die Stadt leistete lange Widerstand, wurde aber nach dem Fall tagelang brutal geplündert, ein Großteil der Bevölkerung wurde umgebracht. Im Dezember 1626 eroberte er Steuerwald und im Juli 1627 Northeim. Er begleitete Tilly auf dem Feldzug nach Holstein und wurde von ihm mit Auszeichnung genannt. Er nahm an der Belagerung von Nienburg teil, starb aber einen Tag vor der Kapitulation an einer Krankheit im Lager („Lagerpest“).
Zusammen mit seinem Bruder Egon erbte er Werrenwag.

## Familie
Am 3. Oktober 1612 heiratete er Eleonore von Schwendi (* 2. November 1599; † 17. Februar 1667), Erbtochter des Johann Wilhelm von Schwendi. Sie brachte die Pfandschaften Burgheim und Triberg sowie die Lehen Kaysersberg, Kinzheim und Winzenheim als auch das Allod Hohlandsberg mit in die Ehe. Das Paar hatte einen Sohn, Franz Karl (* 25. März 1626; † 19. Juli 1682) der unverheiratet starb.
Bekannt wurde, dass er sich wegen seiner Frau mit seinem Neffen Friedrich Rudolph duellierte. Sein Neffe kam dafür einige Zeit im Gefängnis. Die Witwe heiratete 1633 den Obristen Freiherr Philipp Nikolaus von der Leyen.